# Madison Square Garden
El Madison Square Garden, a voltes abreviat com MSG, és un pavelló esportiu a la ciutat de Nova York, Estats Units. És la quarta construcció que es va fer sobre aquest terreny. Els dos primers pavellons van estar localitzats a la Plaça Madison (Madison Square) d'on en prové el nom. Es va derruir el segon i es va construir un nou pavelló en l'encreuament del carrer 50 i la Vuitena Avinguda. L'actual MSG es troba a la cruïlla del carrer 33 i la Setena Avinguda. Hom el coneix informalment com a "The Greatest Arena in the World" (El pavelló més grandiós del món).

## Operacions
L'actual pista és on juguen de local els equips professionals dels New York Knicks (bàsquet) i els New York Rangers (hoquei sobre gel). També acull el "Circ dels Germans Barnum" quan s'instal·la a Nova York, els partits de l'equip "Red Storm" de bàsquet de la Universitat de Saint John i qualsevol altre esdeveniment que requereixi la presència de gran quantitat de persones com va ser la Convenció Republicana de 2004.
MSG també acull esdeveniments de boxa. Moltes de les baralles més importants de la història es van dur a terme en el Madison Square Garden. Abans que els promotors Don King i Bob Arum duguessin la boxa a Las Vegas, Nevada, el Madison Square Garden era la Meca de la boxa.

### Aforament
L'aforament en el Madison Square Garden es distribueix en cinc nivells. Els seients del nivell més baix són vermells i, successivament, ataronjats, grocs, verds i blaus. En alguns esdeveniments es fa un nivell àdhuc més baix conegut com la "Rotonda". En aquest pavelló han actuat grans artistes com ara Led Zeppelin o Pink Floyd.

## Història
El local on es va bastir el primer Madison Square Garden va ser l'estació de passatgers de l'empresa de ferrocarril que unia Nova York amb Harlem. Quan aquesta línia es va mudar al Grand Central Terminal en 1871 el lloc va ser venut a P.T. Barnum i convertit en un hipòdrom anomenat "Barnum's Monster Classical and Geological Hipodrome". En 1876 es reanomenà com "Gilmore's Garden".
William Henry Vanderbilt, va canviar-li el nom a Madison Square Garden i va reobrir el pavelló el 30 de maig de 1879 en l'encreuament que dona el carrer 26 i l'Avinguda Madison. El primer pavelló va ser construït per al ciclisme i va ser derruït per a la construcció del segon.
El segon Madison Square Garden, va ser dissenyat per Stanford White, qui després seria assassinat en aquest lloc. Va obrir en 1890 i es va mantenir fins que va ser derruït el 1925. L'11 de febrer de 1968, el tercer Madison Square Garden va tancar i es va inaugurar el quart i actual Madison Square Garden.